# Yngve Larssons pris
Yngve Larssons pris för stads- och kommunhistoriska insatser instiftades 1994 av Svenska Kommunförbundets styrelse och delas ut av Stads- och kommunhistoriska institutet vid Stockholms universitet.
Priset utdelas såväl till forskare som till andra som främjat den lokalhistoriska vetenskapliga forskningen, populärvetenskapligt eller med organisatoriskt arbete.

## Bakgrund

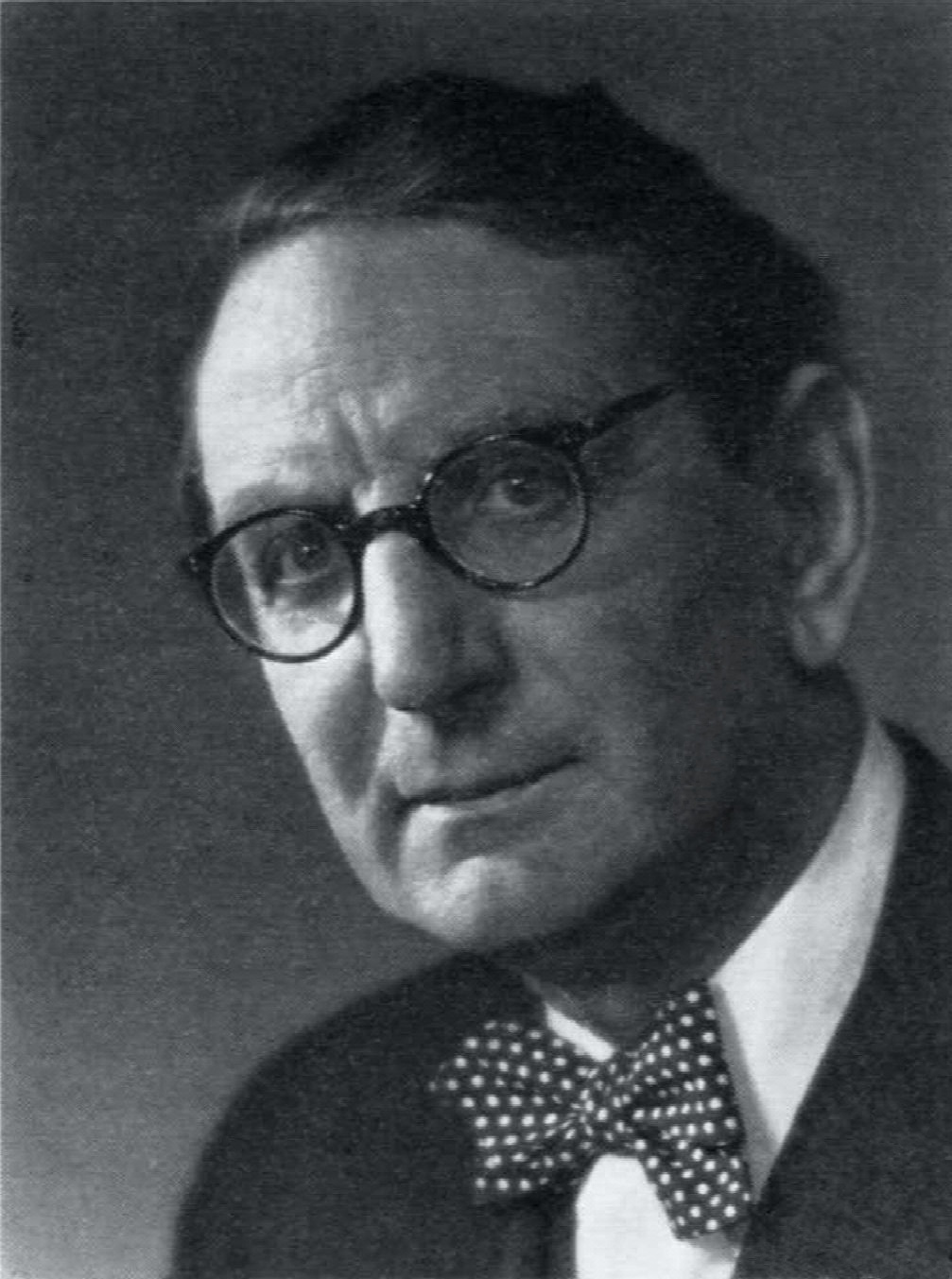
Borgarrådet Yngve Larsson

Priset instiftades till minne av borgarrådet Yngve Larsson, som var initiativtagaren till institutets grundande 1919 och dåvarande direktör för Svenska stadsförbundet, föregångare till prisets instiftare Kommunförbundet. Han fortsatte att främja det stads- och kommunhistoriska ämnesområdet inom stadsförbundet och Stockholms stad, och bidrog själv till den stadshistoriska forskningen med såväl sin doktorsavhandling om Inkorporeringsproblemet 1913, som sitt stora verk om Stockholms historia Mitt liv i stadshuset 1977.
Beslutet att instifta priset togs av Kommunförbundets styrelse den 6 maj 1994, på initiativ från professor Lars Nilsson, föreståndare för Stads- och kommunhistoriska institutet. Priset delades ut första gången i samband med institutets 75-årsjubileum 1994, och avsågs utdelas vart tredje år. Den första prissumman var 25.000 kr.

## Pristagare
- 1994: Bror-Erik Ohlsson, stadsarkivarie
- 1998: Johan Rådberg, professor
- 2002: Eva Eriksson, arkitekturhistoriker
- 2004: Börje Sandén, lokalhistoriker
- 2009: Annika Holmberg, kommunarkivarie[2]
- 2011: Jan Jörnmark, ekonomhistoriker
- 2015: Mats Hayen, historiker och arkivarie[3]